# أنواع الاشتراكية
تشمل أنواع الاشتراكية نطاقًا من الأنظمة الاقتصادية والاجتماعية التي تتصف بالملكية الاجتماعية والتحكم الديمقراطي بوسائل الإنتاج والإدارة الذاتية التنظيمية للمؤسسات بالإضافة إلى النظريات السياسية والحركات المرتبطة بالاشتراكية. قد تشير الملكية الاجتماعية إلى أشكال من الملكية العامة أو الجمعية أو التشاركية، أو إلى ملكية المواطن للأصول التي تعود فيها القيمة الفائضة إلى الطبقة العاملة وبالتالي إلى المجتمع ككل. هناك العديد من أنواع الاشتراكية ولا يوجد تعريف وحيد يجمعها كلها في قالب واحد، ولكن الملكية الاجتماعية هي العنصر المشترك الذي ينتمي لكل أشكالها. يختلف الاشتراكيون بشأن المقدار الضروري من السيطرة الاجتماعية أو تنظيم الاقتصاد؛ وإلى أي درجة يجب على المجتمع التدخل، وما إذا كانت الحكومة، وبالتحديد الحكومة الموجودة، هي الوسيلة الصحيحة للتغيير.
كمصطلح، تمثل الاشتراكية نطاقًا واسعًا من الأنظمة الاجتماعية الاقتصادية النظرية والتاريخية وقد استخدمت أيضًا من قبل العديد من الحركات السياسية عبر التاريخ لوصف أنفسها وأهدافها، ما نتج عنه العديد من أنواع الاشتراكية. يمكن تقسيم الأنظمة الاقتصادية الاشتراكية أيضًا إلى أشكال سوقية وغير سوقية. يستخدم النوع الأول من الاشتراكية الأسواق لتخصيص المداخيل والبضائع الرأسمالية بين الوحدات الاقتصادية.  في النوع الثاني من الاشتراكية، يستخدم التخطيط ويشمل نظامًا من المحاسبة حسب الحساب العيني لتقييم الموارد والبضائع حيث يجري الإنتاج مباشرةً للاستخدام.
وجدت العديد من الحركات السياسية التي نسب أفرادها أنفسهم للاشتراكية كاللاسلطوية (الأناركية) والشيوعية وحركة العمال والماركسية والديمقراطية الاشتراكية والحركة النقابية وذلك حسب اختلاف تعريفهم لمصطلح الاشتراكية – بعض هذه التفسيرات بديل ممتنع لوجود بعض (تفسيرات متنافية) ونتج عن جميعها جدالات حول المعنى الحقيقي للاشتراكية. استخدم أشخاص مختلفون من الذين يصفون أنفسهم بأنهم اشتراكيون الاشتراكية للإشارة إلى أشياء مختلفة كنظام اقتصادي، أو نوع من المجتمعات، أو نظرة فلسفية، أو اشتراكية أخلاقية على شكل مجموعة من القيم الأخلاقية والمثل، أو نوع معين من الصفات الإنسانية. بعض هذه التعاريف ضبابي بشكل كبير، وبعضها الآخر شديد التحديد إلى درجة أنه لا يضم سوى أقلية من الأشياء التي أطلقت عليها تسمية اشتراكية في الماضي كنمط إنتاج، أو اشتراكية الدولة، أو التخلي عن العمل المأجور.

## التفسيرات الأولى
وضع مصطلح الاشتراكية في ثلاثينيات القرن التاسع عشر واستخدم أول مرة للإشارة إلى المعتقدات الفلسفية أو الأخلاقية بدلًا من أي رؤى سياسية محددة. عرف أليكساندر فينت، الذي ادعى أنه أول شخص يستخدم المصطلح، الاشتراكية على أنها ببساطة «عكس الفردية». رأى روبرت أوين أيضًا الاشتراكية مسألة أخلاق، مع أنه استخدمها بمعنى أكثر تحديدًا بقليل للإشارة إلى النظرة بأن المجتمع البشري يمكنه ويجب عليه أن يتحسن لمنفعة الجميع. كذلك فإن بيير جوزيف بّرودون ادعى أن الاشتراكية «كل طموح نحو تحسين المجتمع».
في النصف الأول من القرن التاسع عشر، كتب العديد من الكتاب الذين وصفوا أنفسهم بأنهم اشتراكيون -والذين سموا فيما بعد اشتراكيين خياليين (يوتوبيين)- أوصاف ما اعتقدوا بأنه المجتمع البشري المثالي. أنشأ بعضهم أيضًا مجتمعات صغيرة تضع مثلهم قيد الممارسة. الميزة الملازمة لهذه المجتمعات المثالية المساواة الاجتماعية والاقتصادية. بما أن الأشخاص الذين اقترحوا إنشاء هكذا مجتمعات دعوا أنفسهم اشتراكيين، فإن مصطلح الاشتراكية أصبح لا يشير إلى تعاليم أخلاقية معينة وحسب، بل إلى نوع من المجتمعات المساواتية حسب هذه التعاليم.
انتهج آخرون من المناصرين الأولين للاشتراكية طريقةً أكثر علمية عن طريق تفضيل التساوي الاجتماعي لخلق مجتمع ينتهج حكم الجدارة (ميريتوقراطي) مبني على الحرية لازدهار الموهبة الفردية. من بين هؤلاء الكونت هنري دي سانت سيمون، والذي كان مولعًا بالقدرة الهائلة للعلم والتكنولوجيا وآمن بأن المجتمع الاشتراكي سيقضي على الجوانب غير المنظمة للرأسمالية. دعا لإنشاء مجتمع يصنف فيه كل فرد حسب قدراته ويكافأ حسب عمله. كان التركيز الأساسي لهذه الاشتراكية المبكرة على الكفاءة الإدارية والصناعة وعلى الإيمان بأن العلم مفتاح التقدم. وفرت أفكار سيمون أساسًا للتخطيط الاقتصادي والإدارة التكنوقراطية للمجتمع.
بنى مفكرون اشتراكيون أوائل آخرون كتشارلز هال وثوماس هودغسكين أفكارهم على نظريات ديفيد ريكاردو الاقتصادية. كان منطقهم أن قيمة التوازن للسلع تقارب الأسعار التي يتقاضاها المنتج عندما تكون هذه السلع في عرض مرن وأن هذه الأسعار التي يفرضها المنتج تستجيب للعمل الذي تجسده، أي كلفة العمل (الأجر المدفوع للعمال بشكل رئيسي) المطلوب لإنتاج السلع. اعتبر الاشتراكيون الريكارديون الربخ والفائدة والإيجار والحسوم من قيمة التبادل هذه. جسدت هذه الأفكار المفاهيم الأولى لاشتراكية السوق.
بعد ظهور نظرية كارل ماركس عن الرأسمالية والاشتراكية العلمية، أصبحت  الاشتراكية تشير إلى ملكية وسائل الإنتاج وإدارتها من قبل الطبقة العاملة، إما عبر جهاز الدولة أو عن طريق التعاونيات المستقلة. في النظرية الماركسية، تشير الاشتراكية إلى مسرح محدد من التطور الاجتماعي والاقتصادي سيستبدل الرأسمالية، يتصف بالإنتاج المنسق، والملكية العامة أو التشاركية لرأس المال، واضمحلال النزاع الطبقي والتفاوتات الناشئة منه، وانتهاء العمل المأجور بطريقة تعويض مبنية على مبدأ «من كل حسب قدرته، وإلى كل حسب مساهمته».

## الفرق بين المدارس المختلفة
رغم اشتراكها بجذر واحد (كما هو مشروح أعلاه)، فإن مدارس الاشتراكية تنقسم حول العديد من القضايا وهناك انقسام أحيانًا ضمن المدرسة الواحدة. فيما يلي نظرة عامة مقتضبة للقضايا الكبرى التي أنشأت أو التي ما تزال تنشئ جدالًا بارزًا بين الاشتراكيين بشكل عام.

### النظرية
صعدت بعض فروع الاشتراكية بشكل كبير كبنى فلسفية (كالاشتراكية الخيالية) – فيما برزت أخرى في حرارة الثورة (كالماركسية الأولى أو اللينينية). نشأت بعضها فقط كنتيجة للحزب الحاكم (كالستالينية)، فيما نتجت أخرى عن حركات مختلفة للعمال (كالنقابية اللاسلطوية)، أو عن حزب أو مجموعة أخرى تنافس للحصول على السلطة السياسية في مجتمع ديمقراطي (كالاشتراكية الديمقراطية).
يقف البعض مع الثورة الاشتراكية (كالماوية والماركسية واللينينية والاشتراكية الثورية واللاسلطوية الاشتراكية والتروتسكية) في حين يميل آخرون لدعم الإصلاح بدل ذلك (كالفابيانية واللاسلطوية الفردية). يؤمن آخرون بإمكان الحلين (كالنقابية أو أشكال عديدة من الماركسية). فشل الاشتراكيون الخياليون الأوائل حتى في دراسة مسألة كيفية تحقيق المجتمع الاشتراكي، متمسكين باعتقاد بأن التكنولوجيا ضرورة للمجتمع الاشتراكي وأنهم أنفسهم لم يكونوا يمتلكون أي فهم لتكنولوجيا المستقبل.
ينقسم الاشتراكيون أيضًا بشأن أي الحقوق والحريات مرغوب كالحريات البرجوازية (كتلك التي يكفلها التعديل الدستوري الأول للولايات المتحدة أو ميثاق الحقوق الأساسية للاتحاد الأوروبي. يرى بعضهم أن هذه الحريات يجب حفظها (أو حتى تحسينها) في مجتمع اشتراكي (كاللاسلطوية أو الشيوعية اليسارية) في حين يعتقد آخرون بأنها غير مرغوبة (كالماركسية واللينينية والماوية). حتى أن كارل ماركس وفريدريك إنجلز اختلفا في الرأي عدة مرات وتنقسم بعض المدارس حول هذه القضية (كالتيارات المختلفة للتروتسكية).
ينتقد جميع الاشتراكيين النظام الحالي بطريقة أو بأخرى. تتركز بعض الانتقادات على ملكية وسائل الإنتاج (كالماركسية) في حين تميل أخرى للتركيز على طبيعة التوزيع العام والمنصف (معظم أشكال الاشتراكية الخيالية). يعارض معظمهم الصناعية غير المراقبة بالإضافة إلى الاشتراكية (كاليسار البيئي) ويؤمنون بأن البيئة يجب حمايتها تحت الحكم الاشتراكي. جادل الاشتراكيون الخياليون كروبرت أوين وهنري دي سانت سيمون، رغم اختلافهما على المنظور الذي انطلقا منه، بأن اللاعدالة وانتشار الفقر في المجتمعات التي عاشا فيها كانت مشكلة توزيع السلع المنتجة. من جهة أخرى، رأى الاشتراكيون الماركسيون أن جذر اللاعدالة ليس في وظيفة توزيع السلع المنتجة فعلًا، بل في حقيقة أن ملكية وسائل الإنتاج في أيدي الطبقة العليا. يرى الاشتراكيون الماركسيون أيضًا على عكس الاشتراكيين الخياليين أن جذر العدالة ليس في كيفية توزيع البضائع (السلع)، بل في السؤال عمن أنتجت وبيعت هذه السلع لأجل مصلحتهم الاقتصادية.

### الممارسة
دعت معظم أشكال ومشتقات الماركسية واللاسلطوية لتأميم الاقتصاد بالكامل أو بشكل شبه كامل. اقترحت المدارس الأقل تطرفًا (كالبيرنشتاينية والإصلاحية والماركسية الإصلاحية) اقتصاد سوق مختلطًا بدل ذلك. يمكن للاقتصادات المختلطة بدورها التراوح من تلك التي تطورها الحكومات الاشتراكية الديمقراطية التي حكمت بشكل متكرر بلدان أوروبا الشمالية والغربية، إلى ضم تعاونيات صغيرة في الاقتصاد المخطط ليوغوسلافيا تحت حكم جوسيبّ بروز تيتو. من المسائل ذات الصلة إذا ما كان من الأفضل إصلاح الرأسمالية لخلق مجتمع أكثر إنصافًا (كمعظم الاشتراكيين الديمقراطيين) أو الإطاحة بالرأسمالية بشكل كامل (كل الماركسيين).
تدعو بعض المدارس لحكم الدولة المركزي للقطاعات الاشتراكية من الاقتصاد (كاللينينية)، في حين يدعو آخرون للسيطرة على تلك القطاعات من قبل المجالس العمالية (كالشيوعية اللاسلطوية، والشيوعية المجالسية، والشيوعية اليسارية، والماركسية والنقابية). يشار إلى هذه المسألة عادةً من قبل الاشتراكيين فيما يخص «ملكية وسائل الإنتاج». لا يدعو أي من الأحزاب الديمقراطية الاشتراكية في أوروبا للملكية الكاملة لوسائل الإنتاج من قبل الدولة في مطالبهم المعاصرة وصحافتهم الشعبية.
من القضايا الأخرى التي ينقسم بشأنها الشيوعيون الجهاز القانوني والسياسي التي على العمال المحافظة عليه وتطوير تأميم وسائل الإنتاج أكثر. يدعو البعض إلى أن قوة مجالس العمال يجب أن تشكل بنفسها أساسًا للدولة الاشتراكية (إلى جانب الديمقراطية المباشرة واستخدام الاستفتاءات العامة بشكل واسع)، ولكن آخرين يرون أن الاشتراكية تتطلب وجود جسم تشريعي يشرف عليه الشعب وينتخبه في ديمقراطية تمثيلية.
تدعم أيديولوجيات مختلفة حكومات مختلفة. خلال عصر الاتحاد السوفييتي، كان الاشتراكيون الغربيون منقسمين بشكل حاد فيما إذا كان الاتحاد السوفييتي اشتراكيًّا بالفعل، أو يتحرك باتجاه الاشتراكية، أو غير اشتراكي بالأساس ومعادٍ فعليًّا للاشتراكية الحقيقية. بشكل مشابه، فإن حكومة جمهورية الصين الشعبية تدعي اليوم أنها اشتراكية وتشير إلى منهجيتها بأنها اشتراكية بصفات صينية، ولكن العديد من الاشتراكيين يعتبرون الصين رأسمالية جوهريًّا. تتفق القيادة الصينية مع معظم الانتقادات ضد الاقتصاد الموجه، وقد تحددت العديد من أفعالهم لإدارة ما يدعونه اقتصادًا اشتراكيًّا بهذا الرأي.